# Mopipi Mukulumanya
Mopipi Mukulumanya est un homme politique de la république démocratique du Congo. Il est ministre de Santé publique dans le gouvernement Muzito I du 10 octobre 2008 au 19 février 2010.